# Уразаевское сельское поселение (Актанышский район)
Уразаевское се́льское поселе́ние — муниципальное образование в Актанышском районе Татарстана Российской Федерации.
Административный центр — деревня Уразаево.

## История
Статус и границы сельского поселения установлены Законом Республики Татарстан от 31 января 2005 года № 13-ЗРТ «Об установлении границ территорий и статусе муниципального образования "Актанышский муниципальный район" и муниципальных образований в его составе».

## Население
| 2010 | 2011  | 2012  | 2013  | 2014 | 2015 | 2016 |
| ---- | ----- | ----- | ----- | ---- | ---- | ---- |
| 1012 | ↘1011 | →1011 | ↗1020 | ↘982 | ↘959 | ↘949 |
| 2017 | 2018  | 2019  | 2020  |      |      |      |
| ↘930 | ↘915  | ↘886  | ↘868  |      |      |      |

## Состав сельского поселения
| № | Населённый пункт | Тип населённого пункта          | Население |
| - | ---------------- | ------------------------------- | --------- |
| 1 | Ильчебаево       | деревня                         |           |
| 2 | Куяново          | село                            |           |
| 3 | Мрясево          | село                            |           |
| 4 | Уразаево         | деревня, административный центр |           |
| 5 | Шарипово         | деревня                         |           |